# Радинац
Радинац је насељено место града Смедерева у Подунавском управном округу. Према попису из 2022. било је 4.714 становника.

## Историја
Радинац се налази југо-источно од Смедерева. Данашњи Радинац постао је на овоме месту, на коме је данас, насељавањем породица из Иванице и Старог Радинца. За време владавине књаза Милоша у Радинцу је било само неколико кућа и то у средини данашњег села, у Стублинама, а били су насељени и Иваница, североисточно од села, између Лесковаче и Језаве, као и Стари Радинац, југоисточно од села, између Раље и Језаве. Да би груписао породице, књаз је раселио Иваницу и Стари Радинац и њихово становништво населио је у данашњи Радинац.
За време аустријске владавине (1718—1739.) Радинац се помиње као насеље, већ се помиње насеље Pawlofzi. Место на коме је било ово насеље данас се зове Павловачка Бара, где се и сада ископавају ћерамиде, цигле и др., а у непосредној близини Павловачке Баре је Иваница, где је данас једно од сеоских гробља.
Радинац се помиње у арачким списковима и имао је 1818. и 1822. године 71 кућу. Године 1846. село је имало 90 кућа, а по попису из 1921. у селу је било 211 кућа са 1137 становника.
Стариначке су породице, чији су преци становали у Иваници и у Старом Радинцу, па отуда пресељени у данашњи Радинац: Јовановићи, Накорићи (Анићићи) старином од Прилепа, Јефтићи (Маркуши), Којићи (Петровићи) чији је предак Која дошао из Старог Влаха, Манићи (Иванићари), Огњанци (данас са разним презименима), Станковци (данас разним презименима) чији је прадед Станко дошао из Разгојне, као и Мартињаши (Николићи) старином из Хомоља. Остале породице долазиле су из разних крајева. (подаци крајем 1921. године).

Село је страдало у поплави марта 1935. У то време су издалека долазили мештанину Радојку Марковићу, који је наводно лечио лудило.
Овде се налазе ОШ „Иво Андрић” Радинац, црква Свете Петке, кућа Миливоја Манасића и железничка станица Радинац.

## Демографија
У насељу Радинац живи 4225 пунолетних становника, а просечна старост становништва износи 38,1 година (37,1 код мушкараца и 39,0 код жена). У насељу има 1775 домаћинстава, а просечан број чланова по домаћинству је 3,06.
Ово насеље је великим делом насељено Србима (према попису из 2002. године).
|             | \| Демографија[5] \| Демографија[5] \| Демографија[5] \| \| Година \| Становника \| Становника \| \| -------------- \| -------------- \| -------------- \| \| 1948. \| 1.598 \| \| \| 1953. \| 1.701 \| \| \| 1961. \| 2.313 \| \| \| 1971. \| 3.236 \| \| \| 1981. \| 4.355 \| \| \| 1991. \| 4.995 \| 4.821 \| \| 2002. \| 4.920 \| 5.197 \| \| 2011. \| 5.428 \| \| \| 2022. \| 4.714 \| \| |            |
| Демографија | |            |
| Година      | Становника | Становника |
| 1948.       | 1.598 |            |
| 1953.       | 1.701 |            |
| 1961.       | 2.313 |            |
| 1971.       | 3.236 |            |
| 1981.       | 4.355 |            |
| 1991.       | 4.995 | 4.821      |
| 2002.       | 4.920 | 5.197      |
| 2011.       | 5.428 |            |
| 2022.       | 4.714 |            |

| Етнички састав према попису из 2002.‍ | Етнички састав према попису из 2002.‍ | Етнички састав према попису из 2002.‍ | Етнички састав према попису из 2002.‍ | Етнички састав према попису из 2002.‍ |
| ------------------------------------ | ------------------------------------ | ------------------------------------ | ------------------------------------ | ------------------------------------ |
|                                      |                                      |                                      |                                      |                                      |
| Срби                                 | Срби                                 |                                      | 4.842                                | 98,41%                               |
| Македонци                            | Македонци                            |                                      | 12                                   | 0,24%                                |
| Роми                                 | Роми                                 |                                      | 10                                   | 0,20%                                |
| Црногорци                            | Црногорци                            |                                      | 5                                    | 0,10%                                |
| Румуни                               | Румуни                               |                                      | 3                                    | 0,06%                                |
| Хрвати                               | Хрвати                               |                                      | 2                                    | 0,04%                                |
| Украјинци                            | Украјинци                            |                                      | 1                                    | 0,02%                                |
| Муслимани                            | Муслимани                            |                                      | 1                                    | 0,02%                                |
| Мађари                               | Мађари                               |                                      | 1                                    | 0,02%                                |
| Албанци                              | Албанци                              |                                      | 1                                    | 0,02%                                |
| Југословени                          | Југословени                          |                                      | 1                                    | 0,02%                                |
| непознато                            | непознато                            |                                      | 14                                   | 0,28%                                |

| Година пописа     | 1948. | 1953. | 1961. | 1971. | 1981. | 1991. | 2002. |
| ----------------- | ----- | ----- | ----- | ----- | ----- | ----- | ----- |
| Број домаћинстава | 366   | 363   | 548   | 826   | 1.236 | 1.389 | 1.497 |

| Број чланова      | 1   | 2   | 3   | 4   | 5   | 6  | 7  | 8 | 9 | 10 и више | Просек |
| ----------------- | --- | --- | --- | --- | --- | -- | -- | - | - | --------- | ------ |
| Број домаћинстава | 189 | 356 | 261 | 382 | 187 | 94 | 18 | 7 | 3 | 0         | 3,29   |

| Пол    | Укупно | Неожењен/Неудата | Ожењен/Удата | Удовац/Удовица | Разведен/Разведена | Непознато |
| ------ | ------ | ---------------- | ------------ | -------------- | ------------------ | --------- |
| Мушки  | 1.996  | 550              | 1.321        | 74             | 48                 | 3         |
| Женски | 2.033  | 366              | 1.332        | 261            | 69                 | 5         |
| УКУПНО | 4.029  | 916              | 2.653        | 335            | 117                | 8         |

| Пол    | Укупно                    | Пољопривреда, лов и шумарство | Рибарство                            | Вађење руде и камена | Прерађивачка индустрија       |
| ------ | ------------------------- | ----------------------------- | ------------------------------------ | -------------------- | ----------------------------- |
| Мушки  | 1.201                     | 66                            | 0                                    | 4                    | 623                           |
| Женски | 472                       | 67                            | 0                                    | 0                    | 127                           |
| УКУПНО | 1.673                     | 133                           | 0                                    | 4                    | 750                           |
| Пол    | Производња и снабдевање   | Грађевинарство                | Трговина                             | Хотели и ресторани   | Саобраћај, складиштење и везе |
| Мушки  | 12                        | 184                           | 76                                   | 21                   | 55                            |
| Женски | 5                         | 3                             | 112                                  | 21                   | 10                            |
| УКУПНО | 17                        | 187                           | 188                                  | 42                   | 65                            |
| Пол    | Финансијско посредовање   | Некретнине                    | Државна управа и одбрана             | Образовање           | Здравствени и социјални рад   |
| Мушки  | 2                         | 15                            | 18                                   | 12                   | 46                            |
| Женски | 4                         | 18                            | 7                                    | 35                   | 39                            |
| УКУПНО | 6                         | 33                            | 25                                   | 47                   | 85                            |
| Пол    | Остале услужне активности | Приватна домаћинства          | Екстериторијалне организације и тела | Непознато            | Непознато                     |
| Мушки  | 28                        | 0                             | 0                                    | 39                   | 39                            |
| Женски | 13                        | 1                             | 0                                    | 10                   | 10                            |
| УКУПНО | 41                        | 1                             | 0                                    | 49                   | 49                            |